# عفیف‌آباد (اصفهان)
عفیف‌آباد ، روستایی از توابع بخش مرکزی شهرستان نائین در استان اصفهان ایران است.

## جمعیت ۱۰۰
این روستا در دهستان لای سیاه قرار دارد و براساس سرشماری مرکز آمار ایران در سال ۱۳۸۵، جمعیت آن 56 نفر (21خانوار) بوده‌است.